# Liste der Städte in Hinterpommern
Die Liste der Städte in Hinterpommern führt sämtliche Städte auf, die es in der Neuzeit in Hinterpommern gab, also einschließlich der im Laufe der Zeit zu Landgemeinden herabgesunkenen und der in andere Städte eingemeindeten Städte.
| Deutscher Name      | Landkreis 1910     | Regierungs- bezirk 1910 | Landkreis 1945     | Stadt seit            | Einw. 1910    | Einw. 1939 | Polnischer Name     | Powiat (Kreis)                                     | Woiwodschaft | Anmerkung                            |
| ------------------- | ------------------ | ----------------------- | ------------------ | --------------------- | ------------- | ---------- | ------------------- | -------------------------------------------------- | ------------ | ------------------------------------ |
| Altdamm             | Randow             | Stettin                 | Stadtkreis Stettin | 1260                  | 7.283         | 16.207     | Dąbie               | -                                                  | Westpommern  | 1939 nach Stettin eingemeindet       |
| Arnhausen           | Belgard            | Köslin                  | Belgard            | 1287-16. Jh.          | 191           | 848        | Lipie               | Świdwin (Schivelbein)                              | Westpommern  |                                      |
| Arnswalde           | Arnswalde          | Frankfurt/Oder          | Arnswalde          | 1291                  | 9.455         | 14.000     | Choszczno           | Choszczno (Arnswalde)                              | Westpommern  | 1938 aus Provinz Brandenburg         |
| Bad Polzin          | Belgard            | Köslin                  | Belgard            | 1335                  | 5.160         | 6.900      | Połczyn-Zdrój       | Świdwin (Schivelbein)                              | Westpommern  |                                      |
| Bahn                | Greifenhagen       | Stettin                 | Greifenhagen       | 1234–1945             | 2.505         | 2.884      | Banie               | Gryfino (Greifenhagen)                             | Westpommern  |                                      |
| Baldenburg          | Schlochau          | Marienwerder            | Schlochau          | 1382                  | 2.469         | 2.300      | Biały Bór           | Szczecinek (Neustettin)                            | Westpommern  | 1938 aus Grenzmark Posen-Westpreußen |
| Bärwalde            | Neustettin         | Köslin                  | Neustettin         | 1409                  | 2.286         | 3.009      | Barwice             | Szczecinek (Neustettin)                            | Westpommern  |                                      |
| Belgard             | Belgard            | Köslin                  | Belgard            | 1299                  | 9.262         | 16.500     | Białogard           | Białogard (Belgard)                                | Westpommern  |                                      |
| Bublitz             | Köslin             | Köslin                  | Köslin             | 1340                  | 5.175         | 6.100      | Bobolice            | Koszalin (Köslin)                                  | Westpommern  |                                      |
| Bütow               | Bütow              | Köslin                  | Bütow              | 1346                  | 7.839         | 10.038     | Bytów               | Bytów (Bütow)                                      | Pommern      |                                      |
| Daber               | Naugard            | Stettin                 | Naugard            | vor 1331              | 2.213         | 2.529      | Dobra               | Łobez (Labes)                                      | Westpommern  |                                      |
| Deutsch Krone       | Deutsch Krone      | Marienwerder            | Deutsch Krone      | 1303                  | 7.673         | 14.941     | Wałcz               | Wałcz (Deutsch Krone)                              | Westpommern  | 1938 aus Grenzmark Posen-Westpreußen |
| Dramburg            | Dramburg           | Köslin                  | Dramburg           | 1297                  | 6.260         | 8.091      | Drawsko Pomorskie   | Drawsko Pomorskie (Dramburg)                       | Westpommern  |                                      |
| Driesen             | Friedeberg         | Frankfurt/Oder          | Friedeberg         | 1317                  | 6.003         | 5.674      | Drezdenko           | Strzelce Krajeńskie-Drezdenko (Friedeberg-Driesen) | Lebus        | 1938 aus Provinz Brandenburg         |
| Falkenburg          | Dramburg           | Köslin                  | Dramburg           | 1333                  | 4.770         | 9.000      | Złocieniec          | Drawsko Pomorskie (Dramburg)                       | Westpommern  |                                      |
| Fiddichow           | Greifenhagen       | Stettin                 | Greifenhagen       | 1347                  | 2.682         | 2.496      | Widuchowa           | Gryfino (Greifenhagen)                             | Westpommern  |                                      |
| Flatow              | Flatow             | Marienwerder            | Flatow             | vor 1370              | 4.282         | 7.496      | Złotów              | Złotów (Flatow)                                    | Großpolen    | 1938 aus Grenzmark Posen-Westpreußen |
| Freienwalde         | Saatzig            | Stettin                 | Saatzig            | 1338                  | 2.669         | 3.411      | Chociwel            | Stargard                                           | Westpommern  |                                      |
| Friedeberg          | Friedeberg         | Frankfurt/Oder          | Friedeberg         | vor 1270              | 5.460         | 6.100      | Strzelce Krajenskie | Strzelce Krajeńskie-Drezdenko (Friedeberg-Driesen) | Lebus        | 1938 aus Provinz Brandenburg         |
| Gollnow             | Naugard            | Stettin                 | Naugard            | 1268                  | 10.259        | 13.700     | Goleniów            | Goleniów (Gollnow)                                 | Westpommern  |                                      |
| Grabow              | Stadtkreis Stettin | Stettin                 | Stadtkreis Stettin | 1853                  | 15.784 (1895) |            | Grabowo             | -                                                  | Westpommern  | 1900 nach Stettin eingemeindet       |
| Greifenberg         | Greifenberg        | Stettin                 | Greifenberg        | vor 1262              | 7.769         | 10.805     | Gryfice             | Gryfice (Greifenberg)                              | Westpommern  |                                      |
| Greifenhagen        | Greifenhagen       | Stettin                 | Greifenhagen       | 1254                  | 7.260         | 9.855      | Gryfino             | Gryfino (Greifenhagen)                             | Westpommern  |                                      |
| Gülzow              | Kammin             | Stettin                 | Kammin             | -1855 ab 1990         | 1.479         | 1.930      | Golczewo            | Kamień Pomorski (Kammin)                           | Westpommern  |                                      |
| Hammerstein         | Schlochau          | Marienwerder            | Schlochau          | 1395                  | 3.015         | 4.387      | Czarne              | Człuchów (Schlochau)                               | Pommern      | 1938 aus Grenzmark Posen-Westpreußen |
| Hochzeit            | Arnswalde          | Frankfurt/Oder          | Arnswalde          | 1350                  | 527           | 445        | Stare Osieczno      | Strzelce Krajeńskie-Drezdenko (Friedeberg-Driesen) | Lebus        | 1938 aus Provinz Brandenburg         |
| Jacobshagen         | Saatzig            | Stettin                 | Saatzig            | vor 1336              | 1.855         | 1.986      | Dobrzany            | Stargard                                           | Westpommern  |                                      |
| Jastrow             | Deutsch Krone      | Marienwerder            | Deutsch Krone      | vor 1602              | 5.514         | 5.895      | Jastrowie           | Złotów (Flatow)                                    | Großpolen    | 1938 aus Grenzmark Posen-Westpreußen |
| Kallies             | Dramburg           | Köslin                  | Dramburg           | 1303                  | 3.373         | 4.019      | Kalisz Pomorski     | Drawsko Pomorskie (Dramburg)                       | Westpommern  |                                      |
| Kammin              | Kammin             | Stettin                 | Kammin             | 1274                  | 5.883         | 6.070      | Kamień Pomorski     | Kamień Pomorski (Kammin)                           | Westpommern  |                                      |
| Kolberg             | Kolberg-Körlin     | Köslin                  | Stadtkreis         | 1255                  | 24.786        | 36.760     | Kołobrzeg           | Kołobrzeg (Kolberg)                                | Westpommern  |                                      |
| Körlin              | Kolberg-Körlin     | Köslin                  | Kolberg-Körlin     | 1299                  | 2.998         | 3.429      | Karlino             | Białogard (Belgard)                                | Westpommern  |                                      |
| Köslin              | Köslin             | Köslin                  | Stadtkreis         | 1266                  | 23.236        | 33.500     | Koszalin            | kreisfrei                                          | Westpommern  |                                      |
| Kreuz               | Czarnikau          | Bromberg                | Netzekreis         | 1936                  |               | 4.956      | Krzyż               | Czarnków (Czarnikau)                               | Großpolen    | 1938 aus Grenzmark Posen-Westpreußen |
| Krojanke            | Flatow             | Marienwerder            | Flatow             | 1420                  | 3.428         | 3.233      | Krajenka            | Złotów (Flatow)                                    | Großpolen    | 1938 aus Grenzmark Posen-Westpreußen |
| Kürtow              | Arnswalde          | Frankfurt/Oder          | Arnswalde          | 1486–?                | 289           | 759        | Korytowo            | Choszczno (Arnswalde)                              | Westpommern  | 1938 aus Provinz Brandenburg         |
| Labes               | Regenwalde         | Stettin                 | Regenwalde         | 1295                  | 5.179         | 7.300      | Łobez               | Łobez (Labes)                                      | Westpommern  |                                      |
| Landeck             | Schlochau          | Marienwerder            | Schlochau          | 1775–1972             | 767           | 1.010      | Lędyczek            | Złotów (Flatow)                                    | Großpolen    | 1938 aus Grenzmark Posen-Westpreußen |
| Lauenburg           | Lauenburg          | Köslin                  | Lauenburg          | 1341                  | 13.916        | 19.801     | Lębork              | Lębork (Lauenburg)                                 | Pommern      |                                      |
| Leba                | Lauenburg          | Köslin                  | Lauenburg          | 1357                  | 1.972         | 2.849      | Łeba                | Lębork (Lauenburg)                                 | Pommern      |                                      |
| Märkisch Friedland  | Deutsch Krone      | Marienwerder            | Deutsch Krone      | 1314                  | 1.929         | 2.707      | Mirosławiec         | Wałcz (Deutsch Krone)                              | Westpommern  | 1938 aus Grenzmark Posen-Westpreußen |
| Massow              | Naugard            | Stettin                 | Naugard            | 1278                  | 2.880         | 3.830      | Maszewo             | Goleniów (Gollnow)                                 | Westpommern  |                                      |
| Naugard             | Naugard            | Stettin                 | Naugard            | 1274                  | 5.087         | 8.202      | Nowogard            | Goleniów (Gollnow)                                 | Westpommern  |                                      |
| Neustettin          | Neustettin         | Köslin                  | Neustettin         | 1310                  | 11.883        | 19.900     | Szczecinek          | Szczecinek (Neustettin)                            | Westpommern  |                                      |
| Neuwarp             | Ueckermünde        | Stettin                 | Ückermünde         | 1352                  | 1.939         | 2.055      | Nowe Warpno         | Police (Pölitz)                                    | Westpommern  | westlich der Oder                    |
| Neuwedell           | Arnswalde          | Frankfurt/Oder          | Arnswalde          | 1363                  | 2.586         | 2.711      | Drawno              | Choszczno (Arnswalde)                              | Westpommern  | 1938 aus Provinz Brandenburg         |
| Nörenberg           | Saatzig            | Stettin                 | Saatzig            | 1300                  | 2.605         | 3.012      | Ińsko               | Stargard                                           | Westpommern  |                                      |
| Plathe              | Regenwalde         | Stettin                 | Regenwalde         | 1277                  | 2.849         | 3.653      | Płoty               | Gryfice (Greifenberg)                              | Westpommern  |                                      |
| Pölitz              | Randow             | Stettin                 | Stadtkreis Stettin | 1260                  | 4.149         | 6.466      | Police              | Police (Pölitz)                                    | Westpommern  | 1939–1945 nach Stettin eingemeindet  |
| Pollnow             | Schlawe            | Köslin                  | Schlawe            | 1313                  | 2.750         | 3.631      | Polanów             | Koszalin (Köslin)                                  | Westpommern  |                                      |
| Preußisch Friedland | Schlochau          | Marienwerder            | Schlochau          | 1354                  | 3.865         | 3.843      | Debrzno             | Człuchów (Schlochau)                               | Pommern      | 1938 aus Grenzmark Posen-Westpreußen |
| Pyritz              | Pyritz             | Stettin                 | Pyritz             | 1263                  | 8.676         | 10.800     | Pyrzyce             | Pyrzyce (Pyritz)                                   | Westpommern  |                                      |
| Radolin             | Czarnikau          | Bromberg                | Netzekreis         | 1764–1857             | 595           | 554        | Radolin             | Czarnków (Czarnikau)                               | Großpolen    | 1938 aus Grenzmark Posen-Westpreußen |
| Ratzebuhr           | Neustettin         | Köslin                  | Neustettin         | 1754                  | 2.375         | 2.941      | Okonek              | Złotów (Flatow)                                    | Großpolen    |                                      |
| Reetz               | Arnswalde          | Frankfurt/Oder          | Arnswalde          | 1296                  | 2.939         | 3.646      | Recz                | Choszczno (Arnswalde)                              | Westpommern  | 1938 aus Provinz Brandenburg         |
| Regenwalde          | Regenwalde         | Stettin                 | Regenwalde         | 1255                  | 3.558         | 5.014      | Resko               | Łobez (Labes)                                      | Westpommern  |                                      |
| Rügenwalde          | Schlawe            | Köslin                  | Schlawe            | 1271                  | 5.978         | 8.392      | Darłowo             | Sławno (Schlawe)                                   | Westpommern  |                                      |
| Rummelsburg         | Rummelsburg        | Köslin                  | Rummelsburg        | 1617                  | 5.934         | 5.500      | Miastko             | Bytów (Bütow)                                      | Pommern      |                                      |
| Schivelbein         | Schivelbein        | Köslin                  | Belgard            | 1296                  | 7.715         | 9.200      | Świdwin             | Świdwin (Schivelbein)                              | Westpommern  |                                      |
| Schlawe             | Schlawe            | Köslin                  | Schlawe            | 1317                  | 6.620         | 9.746      | Sławno              | Sławno (Schlawe)                                   | Westpommern  |                                      |
| Schlochau           | Schlochau          | Marienwerder            | Schlochau          | 1348                  | 3.616         | 6.029      | Człuchów            | Człuchów (Schlochau)                               | Pommern      | 1938 aus Grenzmark Posen-Westpreußen |
| Schloppe            | Deutsch Krone      | Marienwerder            | Deutsch Krone      | vor 1350              | 1.957         | 3.000      | Człopa              | Wałcz (Deutsch Krone)                              | Westpommern  | 1938 aus Grenzmark Posen-Westpreußen |
| Schneidemühl        | Kolmar in Posen    | Bromberg                | Stadtkreis         | 1380                  | 26.126        | 45.791     | Piła                | Piła (Schneidemühl)                                | Großpolen    | 1938 aus Grenzmark Posen-Westpreußen |
| Schönlanke          | Czarnikau          | Bromberg                | Netzekreis         | 1731                  | 7.849         | 9.429      | Trzcianka           | Czarnków (Czarnikau)                               | Großpolen    | 1938 aus Grenzmark Posen-Westpreußen |
| Stargard            | Saatzig            | Stettin                 | Stadtkreis         | 1253                  | 27.551        | 39.760     | Stargard            | Stargard                                           | Westpommern  | Stadtkreis seit 1901                 |
| Stepenitz           | Kammin             | Stettin                 | Kammin             | 1721–1774             | 1.570         | 2.871      | Stepnica            | Goleniów (Gollnow)                                 | Westpommern  |                                      |
| Stettin             | Stadtkreis         | Stettin                 | Stadtkreis         | 1243                  | 236.113       | 384.000    | Szczecin            | kreisfrei                                          | Westpommern  | [ 1 ]                                |
| Stolp               | Stadtkreis         | Köslin                  | Stadtkreis         | 1310                  | 33.762        | 45.600     | Słupsk              | kreisfrei                                          | Pommern      |                                      |
| Stramehl            | Regenwalde         | Stettin                 | Regenwalde         | 1348-18. Jh.          | 413           | 406        | Strzmiele           | Łobez (Labes)                                      | Westpommern  |                                      |
| Swinemünde          | Usedom-Wollin      | Stettin                 | Stadtkreis         | 1765                  | 13.914        | 20.000     | Świnoujście         | kreisfrei                                          | Westpommern  | [ 1 ]                                |
| Tankow              | Friedeberg         | Frankfurt/Oder          | Friedeberg         | 1347–1608             | 96            | 240        | Danków              | Strzelce Krajeńskie-Drezdenko (Friedeberg-Driesen) | Lebus        | 1938 aus Provinz Brandenburg         |
| Tempelburg          | Neustettin         | Köslin                  | Neustettin         | vor 1334              | 4.506         | 5.275      | Czaplinek           | Drawsko Pomorskie (Dramburg)                       | Westpommern  |                                      |
| Treptow/Rega        | Greifenberg        | Stettin                 | Greifenberg        | 1277                  | 8.495         | 10.908     | Trzebiatów          | Gryfice (Greifenberg)                              | Westpommern  |                                      |
| Tütz                | Deutsch Krone      | Marienwerder            | Deutsch Krone      | vor 1306              | 2.096         | 2.747      | Tuczno              | Wałcz (Deutsch Krone)                              | Westpommern  | 1938 aus Grenzmark Posen-Westpreußen |
| Wangerin            | Regenwalde         | Stettin                 | Regenwalde         | vor 1460              | 2.747         | 3.454      | Węgorzyno           | Łobez (Labes)                                      | Westpommern  |                                      |
| Werben              | Pyritz             | Stettin                 | Pyritz             | vor 1300-Ende 16. Jh. | 588           | 585        | Wierzbno            | Pyrzycki (Pyritz)                                  | Westpommern  |                                      |
| Woldenberg          | Friedeberg         | Frankfurt/Oder          | Friedeberg         | 1313                  | 4.608         | 5.674      | Dobiegniew          | Strzelce Krajeńskie-Drezdenko (Friedeberg-Driesen) | Lebus        | 1938 aus Provinz Brandenburg         |
| Wollin              | Usedom-Wollin      | Stettin                 | Usedom-Wollin      | vor 1279              | 4.537         | 4.807      | Wolin               | Kamień Pomorski (Kammin)                           | Westpommern  | [ 1 ]                                |
| Zachan              | Saatzig            | Stettin                 | Saatzig            | 1487                  | 1.343         | 1.302      | Suchań              | Stargard                                           | Westpommern  |                                      |
| Zanow               | Schlawe            | Köslin                  | Schlawe            | 1343                  | 2.573         | 3.055      | Sianów              | Koszalin (Köslin)                                  | Westpommern  |                                      |